# Kolbeinn Finnsson
Kolbeinn Birgir Finnsson (* 25. August 1999 in Reykjavík) ist ein isländischer Fußballspieler.

## Karriere

### Verein

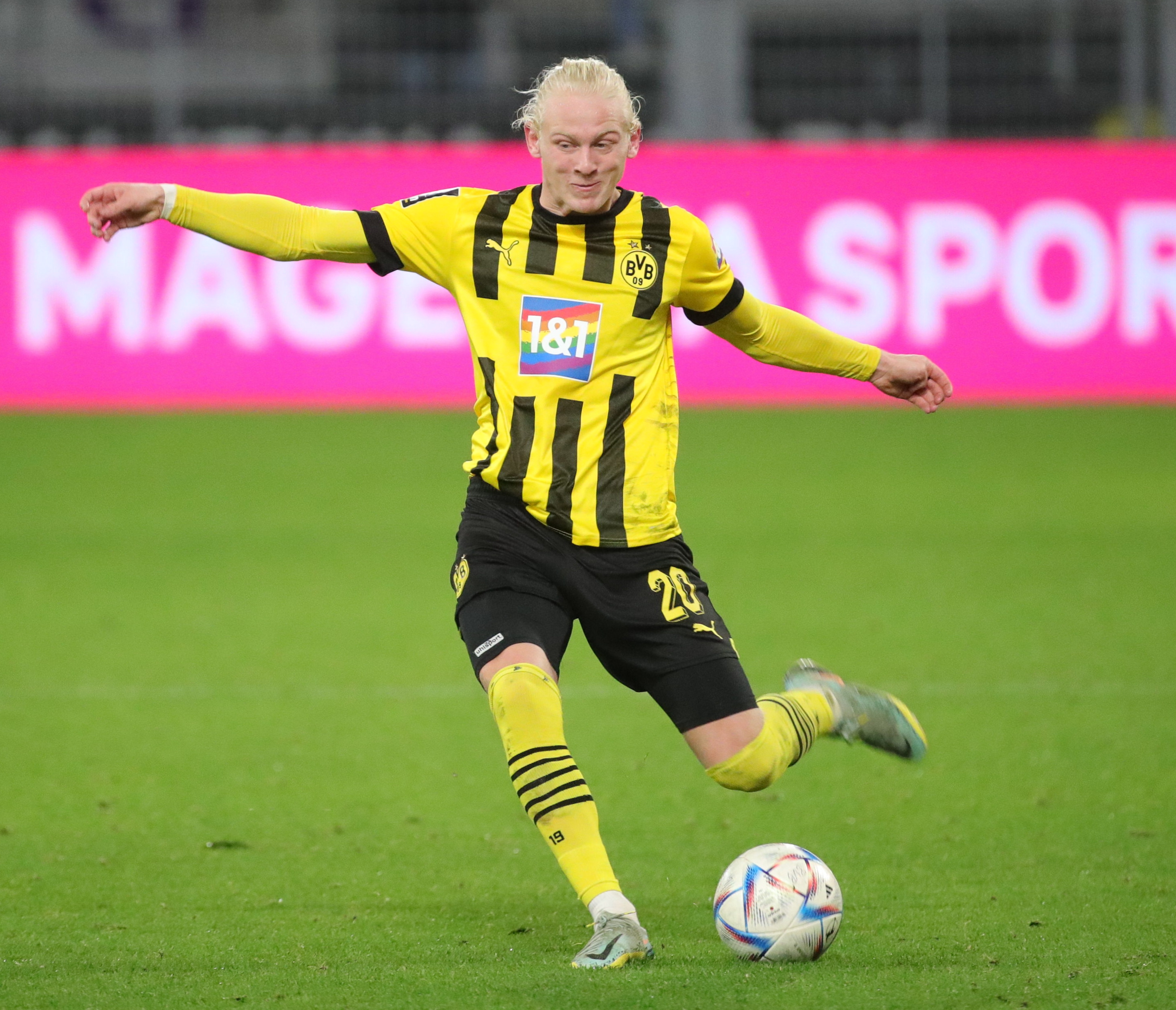
Kolbeinn Finnsson im Trikot von Borussia Dortmund (2022)

Kolbeinn begann seine Karriere bei Fylkir Reykjavík. Im Alter von 14 Jahren debütierte er im April 2014 gegen Þróttur Reykjavík für die erste Mannschaft im Ligapokal. Im Mai 2015 gab er sein Debüt in der Pepsideild, als er am zweiten Spieltag der Saison 2015 gegen Fjölnir Reykjavík in der 84. Minute für Ingimundur Níels Óskarsson eingewechselt wurde. Bis Saisonende kam er zu neun Einsätzen für Fylkir in der höchsten isländischen Spielklasse.
Im Februar 2016 wechselte er in die Niederlande zum FC Groningen. Dort kam er zunächst für die U-19-Mannschaft zum Einsatz. Im April 2017 debütierte er gegen die Zweitmannschaft des Almere City FC für die Reserve von Groningen in der Derde Divisie. Zur Saison 2017/18 wurde er fester Teil der Reservemannschaft und kam zu 23 Viertligaeinsätzen für Groningen II.
Zur Saison 2018/19 wechselte er nach England zum FC Brentford, bei der einen bis Juni 2020 laufenden Vertrag erhielt. Bei Brentford sollte er zunächst für die Reserve zum Einsatz kommen. Im Februar 2019 stand er gegen Swansea City im FA Cup erstmals im Profikader. Im Mai 2019 wurde er für zwei Monate an Fylkir Reykjavík verliehen. Im selben Monat erzielte er bei einem 2:2-Remis gegen FH Hafnarfjörður sein erstes Tor in der Pepsideild. Bis zum Ende der Leihe kam er zu 13 Einsätzen für Fylkir, in denen er zwei Tore erzielte.
Im August 2019 wechselte er nach Deutschland zu Borussia Dortmund, wo er einen bis Juni 2022 laufenden Vertrag erhielt und für die Regionalligamannschaft spielte. Am Ende der Saison 2020/21 stieg er mit Dortmund in die 3. Liga auf.
Im Januar 2023 wurde sein Wechsel zum dänischen Erstligisten Lyngby BK bekanntgegeben.
Zur Saison 2024/25 wechselte er zum FC Utrecht.

### Nationalmannschaft
Kolbeinn spielte im Oktober 2013 erstmals für die isländische U15-Auswahl. Mit dieser nahm er 2014 auch an den Jugend-Sommerspielen teil, bei denen man Dritter wurde und somit zudem die einzige Medaille Islands bei den Jugend-Sommerspielen holte. Im Oktober 2014 debütierte er gegen Moldawien für die U17-Mannschaft. Bis April 2016 kam er zu 19 Einsätzen für diese, in denen er zwei Tore erzielte.
Im Oktober 2016 kam er gegen die Ukraine erstmals für die U19-Auswahl zum Einsatz. Bis November 2017 kam er für diese sieben Mal zum Einsatz. Im März 2018 debütierte er gegen Irland für die U21-Mannschaft Islands.
Im Januar 2019 gab er sein Debüt für die A-Nationalmannschaft, als er in einem Testspiel gegen Schweden in der 78. Minute für Guðmundur Þórarinsson eingewechselt wurde.